# ヤマハ・FJ

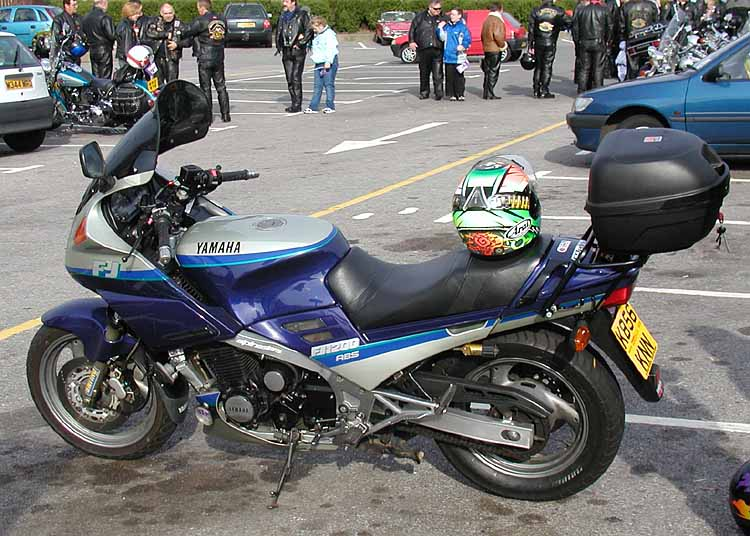
FJ1200

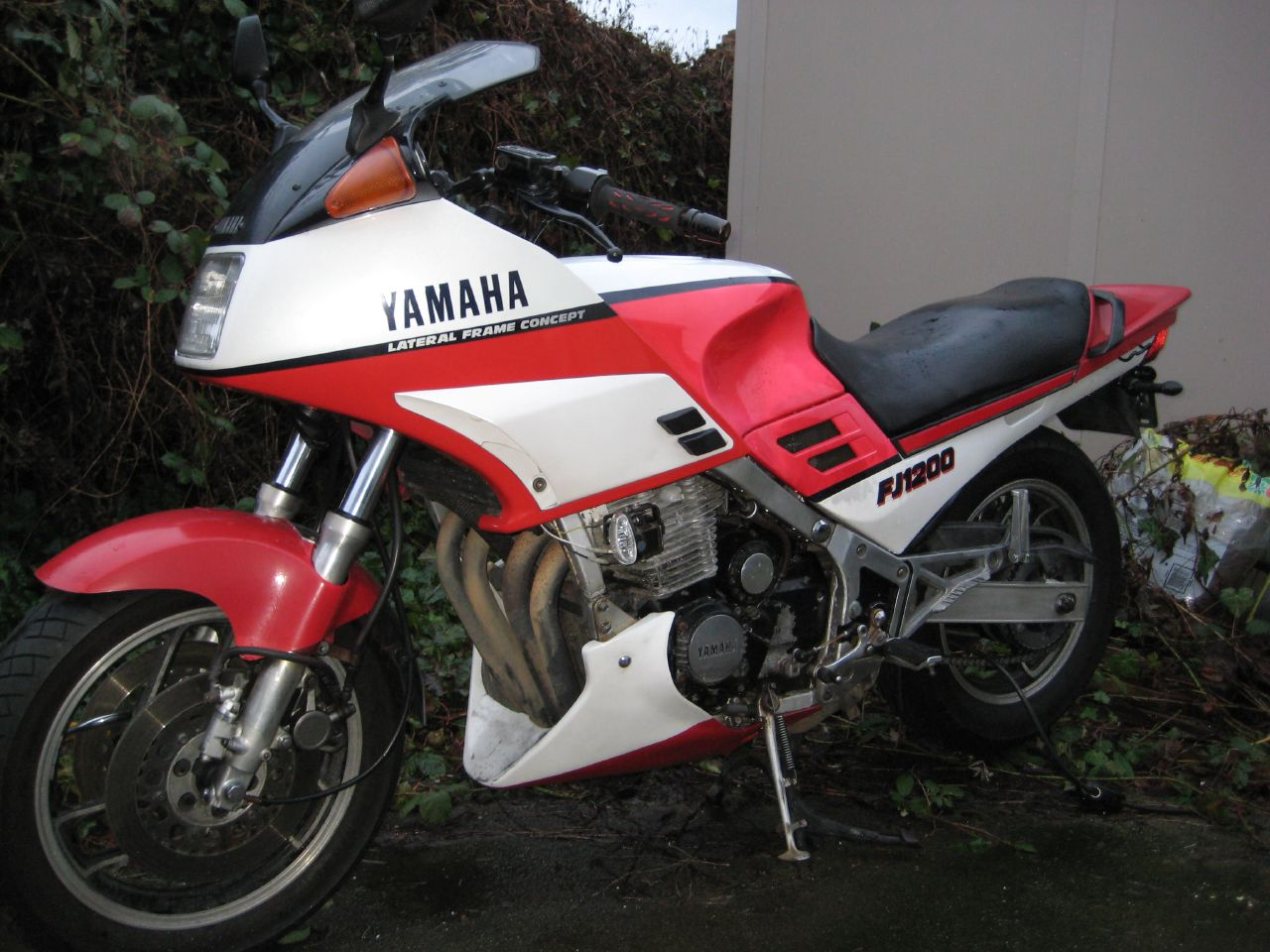
FJ1200

ヤマハ・FJ（エフジェイ）とは、ヤマハ発動機が主に輸出向けに生産していた大型自動二輪車（オートバイ）の車種名。排気量は当初1100ccだったが、後にモデルチェンジで1200ccへと拡大されている。

## 概要
FJ1100は1984年、世界最速のグランドツーリングスポーツを目指して登場。新設計のエンジンは最高出力125psを発揮する総排気量1097ccの空冷DOHC4バルブ直列4気筒。トランスミッションはリターン式5速。少々長めのホイールベースと空力性能を追求したハーフフェアリングは、荷物をたくさん積んだタンデムでの長距離走行を可能にした。
1986年、排気量を1188ccへ拡大し、FJ1200へとモデルチェンジ。外観では外付けだったウインカーをアッパーカウル一体式に変更。130psの最高出力は当時の国産空冷モデルで最強の数値であった。
1991年、それまで輸出専用モデルだった同車を日本国内で販売開始。最高出力は自主規制値に合わせて97psまで落とされたが、国内での使用には全く不足は感じさせないセッティングとなっていた。また、国産二輪車では初となるアンチロック・ブレーキ・システム搭載車「FJ1200A」も15万円高でラインアップされた。
FJ1200そのものは既に生産終了となっているが、その空冷直列4気筒エンジンは1994年にXJR1200に受け継がれ、高速ツアラーとしてのコンセプトは、2001年より発売されたFJR1300へと受け継がれている。また、メーカー公認でオーナーズクラブ（FJオーナーズクラブ）も存在する。